# Gaius Vettius Capitolinus
Gaius Vettius Capitolinus war ein römischer Maler, der im 1. bis 2. Jahrhundert n. Chr. in Rom tätig war.
Er ist nur durch eine in Rom gefundene Grabinschrift bekannt, in der er als Maler („pictor“) bezeichnet wird. Der Grabstein befindet sich heute im Museo Nazionale Romano.